# Saint-Martin-de-Salencey
Saint-Martin-de-Salencey este o comună în departamentul Saône-et-Loire, Franța. În 2009 avea o populație de 99 de locuitori.

## Evoluția populației
| An        | 1975 | 1982 | 1990 | 1999 | 2006 | 2009 |
| --------- | ---- | ---- | ---- | ---- | ---- | ---- |
| Populație | 150  | 125  | 102  | 116  | 98   | 99   |